# Nactus pelagicus
Nactus pelagicus är en ödleart som beskrevs av  Duméril 1858. Nactus pelagicus ingår i släktet Nactus och familjen geckoödlor. IUCN kategoriserar arten globalt som livskraftig.

## Underarter
Arten delas in i följande underarter:
- N. p. pelagicus
- N. p. undulatus